# 何拔儒
何拔儒（1863年—1955年），四川绵阳盐亭人，学者。

## 生平
何拔儒1863年出生于四川盐亭天垣榉溪河畔珠瑙沟，30岁时考中秀才。早年整理天垣一带关于上古历史的民间传说，1902年临摹天垣龟碑上盘古王表文字，开始考证工作。
1903年何拔儒东渡日本，到东京弘文学院留学。1908年任成都川北中学校长，次年任四川师范大学学监，1918年任南充私立存古学校校长。